# Farnabazo II
Farnabazo II (in persiano antico Farnabāzu,
in greco antico: Φαρνάβαζος?, Farnàbazos, in latino Pharnabazus; 435 a.C. – dopo il 373 a.C.) è stato un satrapo persiano, figlio di Farnace II, fu satrapo della Frigia ellespontica tra il 413 a.C. ed il 378 a.C. durante i regni di Dario II e di Artaserse II.

## Biografia

### Origini famigliari
Nato nel 435 a.C. da Farnace II, figlio a sua volta di Farnabazo I, Farnabazo II discendeva dalla dinastia dei satrapi della Frigia ellepontica che si trasmettevano di padre in figlio il governo della provincia sin dal 478 a.C..
Farnabazo II, di conseguenza discendeva direttamente da Artabazo I, che era stato generale ai tempi delle Guerre Persiane il quale a sua volta, attraverso il padre Farnace, era figlio o nipote di Otane, uno dei complici di Dario il grande nell'assassinio di Smerdi.

### Ruolo durante la Guerra del Peloponneso

#### Trattative con Sparta
Secondo la testimonianza di Tucidide, Farnabazo II era già satrapo della Frigia ellespontica nel 413 a.C. quando, dovendo inviare un forte tributo al Gran Re, fu ostacolato con ogni mezzo dagli Ateniesi, e quindi intraprese dei negoziati con Sparta per ottenerne l'alleanza.
In tale iniziativa, tuttavia, divenne un concorrente di Tissaferne, satrapo di Caria, che, pressato dal medesimo problema, aveva deciso di inviare autonomamente una propria delegazione a Sparta.
Gli spartani si divisero tra i coloro i quali intendevano privilegiare l'alleanza con Farnabazo e quindi il fronte dell'Ellesponto e quelli che favorivano Tissaferne ed i Chii, ribelli ad Atene, ovvero l'annichilimento dei domini ateniesi nel basso Egeo.
Infine, gli spartani, su impulso di Alcibiade, che aveva stretto amicizia con l'eforo Endio, optarono per Tissaferne e decisero di inviare, dopo un'accurata verifica, navi e appoggio militare ai chii.

#### Operazioni militari

Mappa dell'Ellesponto.

In realtà, sebbene gli Spartani avessero privilegiato Tissaferne, non trascurarono di inviare una flotta di ventisette triremi, al comando di un tale Clearco, affinché collaborasse con Farnabazo II.
Le operazioni, tuttavia, rimasero stazionarie fino alla primavera del 411 a.C. quando le truppe congiunte di Farnabazo e del generale spartano Dercillida, presero possesso delle piazzeforti ateniesi di Sesto e di Abido, di importanza strategica poiché controllavano lo stretto dell'Ellesponto, attuali Dardanelli (la prima si trovava nel Chersoneso, la seconda in Bitinia), donde passava gran parte del grano diretto ad Atene. Lampsaco, invece, dopo un'effimera dominazione spartana, fu riconquistata da Atene.
Infatti, quando gli Ateniesi di stanza a Chio vennero a sapere che la più importante delle rotte commerciali rischiava di venire troncata, inviarono sul posto Strombichide con ventiquattro triremi cariche di opliti: gli abitanti di Lampsaco provarono a contrastare il passo alle truppe ateniesi ma furono costretti a ritirarsi in città per poi arrendersi.
Galvanizzati dal successo, gli Ateniesi tentarono di riconquistare Abido: nello scontro sconfissero la flotta persiana ma non poterono sbarcare poiché Farnabazo, che aveva seguito lo scontro dalla costa, distinguendosi per il suo zelo e per il tentativo di galvanizzare gli animi, riuscì ad impedire ogni manovra. Gli Ateniesi, quindi, furono costretti a rinunciare e preferirono passare lo stretto per occupare Sesto.
Il ruolo di Farnabazo II divenne sempre più attivo dopo che Alcibiade, tornato dall'esilio ad Atene, decise di spostare il grosso della squadra navale ateniese presso l'Ellesponto ottenendo, nel settembre del 411 a.C., l'importante vittoria di Cinossema.
L'anno seguente si svolse la Battaglia di Cizico. che si risolse in una durissima disfatta spartana che, però, sarebbe stata ancor più pesante se Farnabazo non avesse contrastato l'avanzata delle truppe ateniesi, ormai vittoriose, permettendo agli Spartani di ritirarsi nel proprio campo sia pure a prezzo di dover abbandonare tutte le navi rimaste.
A seguito della sconfitta, Farnabazo dovette fornire agli Spartani armi, vettovaglie e la paga per due mesi, oltre al legname per la costruzione di una seconda flotta nei propri arsenali di Antandro, sebbene la propria provincia subisse continui saccheggi da parte delle truppe ateniesi.
In questo periodo, inoltre, dovette condurre una seconda campagna terrestre insieme all'armosta spartano Ippocrate per venire in soccorso di Calcedonia, minacciata dalla flotta di Alcibiade, ma subì una pesante sconfitta e fu costretto a chiedere una tregua.
Nonostante questi insuccessi, la sua linea di condotta, che prevedeva l'impegno diretto persiano mediante l'invio della flotta imperiale e che era assai più coerente rispetto a quella del collega Tissaferne, inviso anche per la sua amicizia con Alcibiade, gli procurò un forte sostegno a Corte.
Tale sostegno si concretizzò quando il Gran Re Dario II rimosse Tissaferne dal governo della Lidia, affidando la regione al principe cadetto Ciro, fautore della politica dell'intervento diretto nel conflitto.
In ogni caso, Farnabazo II visse assai in disparte gli ultimi anni del conflitto, dato che fu ridotto ad un ruolo secondario dalla presenza del principe.

### Dopo la Guerra del Peloponneso

#### Conflitto con Lisandro
Dopo la battaglia di Egospotami, Farnabazo II, provvide ad annettere al proprio territorio diverse città costiere, un tempo vassalle di Atene, provocando la reazione contraria del navarco Lisandro, vero e proprio dominus della politica spartana, il quale, in contrasto con i voleri della patria, salpò per il Chersoneso ed intraprese diverse azioni di disturbo e saccheggio contro la Frigia Ellespontica.
Farnabazo, fedele alleato di Sparta, inviò messi agli efori per chiedere l'immediato richiamo di Lisandro e del suo luogotenente, Torace.
Ricevute le notizie, gli efori, indignati, misero a morte Torace e inviarono a questi una scitala con l'ordine di rientrare in patria; timoroso delle conseguenze, Lisandro cercò un accordo con Farnabazo e lo convinse a scrivere un memoriale in sua difesa. Farnabazo fece ciò che gli era stato chiesto, mostrò la lettera a Lisandro ma, nell'atto di apporre il sigillo, la scambiò con un'altra, apparentemente simile in cui aveva descritto i saccheggi e gli abusi che la sua provincia aveva subito. Lisandro, quindi, ignaro del reale contenuto, presentò agli Spartani la lettera di Farnabazo divenendo così accusatore di sé medesimo.

#### Ruolo durante la spedizione dei Diecimila
Pochi anni dopo, almeno secondo l'opinione di Diodoro, Farnabazo II fornì al Gran Re Artaserse II la notizia che il suo fratello minore, Ciro il Giovane, stesse complottando una spedizione militare per deporlo dal trono, ma questa è considerata una svista dell'autore, che in altri passaggi indica Tissaferne.
In ogni caso, Farnabazo II fu costretto a combattere i Diecimila quando, ormai alla fine della loro ritirata, avevano raggiunto la città di Calpe in Bitinia: il satrapo tentò infatti di contrastarli con degli squadroni di cavalleria, ma non ottenne nulla finché, convinto dall'armosta spartano Anassibio, permise loro di ritirarsi a Bisanzio.

#### Guerra contro Sparta
In premio alla sua fedeltà, il gran re Artaserse II aveva restituito a Tissaferne gli onori di cui era stato deposto nel 409 a.C. a vantaggio del principe Ciro ma tale azione alimentò ancor di più il reciproco sentimento ostile che si era già creato tra Tissaferne e Farnabazo II.
Sparta tentò di avvantaggiarsi da tale situazione e, nel 399 a.C., dietro il pretesto di proteggere le colonie greche della Ionia, dichiarò guerra all'Impero Persiano.
Dopo tre anni di scaramucce, Agesilao II, re di Sparta, invase la provincia di Farnabazo ma, venendo sconfitto, ripiegò per quella di Tissaferne che, invece, subì una sonora disfatta.
La sconfitta di Tissaferne, indusse Farnabazo II a fare pressioni sulla corte achemenide affinché fosse destituito; la regina madre Parisatide, nemica giurata di Tissaferne, colse la palla al balzo ed indusse il figlio a sostituire il satrapo con il chiliarca Titrauste e poi a giustiziare Tissaferne presso la città di Colossi.
Tuttavia, neppure la destituzione di Tissaferne e la ritrovata unità tra satrapi migliorò le sorti del conflitto: Farnabazo II, infatti, si scontrò di nuovo con le truppe spartane ma fu sconfitto e costretto a chiedere una tregua al re Agesilao.
Grazie alla mediazione di Apollofanes di Cizico, Re e Satrapo ebbero un incontro, descritto succintamente da Senofonte, in cui Farnabazo, dopo aver rimproverato gli spartani per l'ingratitudine mostrata nei confronti di coloro i quali li avevano aiutati contro Atene, ottenne da Agesilao che gli spartani si sarebbero ritirati e non avrebbero più molestato il territorio della Frigia.

#### Alleanza con Atene
Poco dopo aver stretto la tregua con Agesilao II, Farnabazo, peraltro con il completo assenso del Gran Re, decise di stringere alleanza con l'ammiraglio ateniese Conone, nell'ambito della Guerra di Corinto, allo scopo di allontanare definitivamente le mire spartane dalla Ionia.
Tale alleanza, solitamente fatta risalire al 397 a.C., in realtà aveva preso forma qualche anno prima quando Conone riferì per lettera al re Artaserse II dei propositi di rivolta di Tissaferne e di invasione da parte degli spartani di Agesilao II.
Nel 394 a.C., Conone e Farnabazo ottennero il comando congiunto della flotta persiana con l'incarico di portare soccorso ai nemici di Sparta e di toglierle il controllo dell'Egeo e, nell'agosto dello stesso anno, sconfissero nella Battaglia di Cnido l'ammiraglio spartano Pisandro presso Cnido.
Il successo fu completo, poiché, dopo la vittoria, Conone, praticamente senza colpo ferire, fu in grado di espellere tutte le guarnigioni e i magistrati spartani imposti da Lisandro, distruggendo in pratica l'egemonia spartana.
Farnabazo fu presente in tutte le campagne tenute dal collega Conone e, quando questi si recò ad Atene, inviò alla città una forte somma di danaro affinché potesse avviare 
la ricostruzione Lunghe mura.

### Ultimi anni
Gli ultimi anni della vita di Farnabazo sono avvolti dal mistero: è noto, infatti, che, coadiuvato da Titrauste e Abrocoma, guidò la fallimentare spedizione persiana contro l'Egitto del faraone Hakor del 392 a.C. che è ricordata anche nel Pluto di Aristofane.
Nel 377 a.C., dopo aver preteso da Atene il ritiro di Cabria e l'invio di Ificrate, in qualità di consulente militare, condusse una seconda spedizione contro l'Egitto ottenendo una seconda sconfitta che, probabilmente, causò la caduta in disgrazia. Non è nota la data della morte.

## Giudizio
La figura di Farnabazo II fu, anche all'epoca, caratterizzata da generosità e da alte capacità: nella sua lunga carriera, infatti, sebbene fosse stato al servizio di una corte nota per i suoi intrighi, mai si macchiò di malafede, ad eccezione del suo presunto coinvolgimento nell'omicidio di Alcibiade la cui responsabilità, in genere, è addebitata a Sparta o ai parenti dell'amante Timandra, scontenti di Alcibiade.